# Jalal Jawaldeh
Jalal Younes Al-Khawaldeh (en árabe: جلال الخوالدة‎  ), más conocido como Jalal Al-Khawaldeh (nacido en 1970 en Amán, Jordania) es un novelista, escritor y periodista jordano.

## Carrera
Trabajó como redactor y redactor de varios semanarios jordanos y como director de la revista libanesa Al -Rai Al-Aam entre 1989 y 1997. Al-Khawaldeh también trabajó como productor y montador de una serie de programas de televisión y se especializó en la formación de equipos de medios de 1997 a 2003. Luego se mudó a Dubái a fines de 2003 y brindó asesoramiento fundacional para varias estaciones de televisión. Creó, publicó y transmitió canales satelitales como los canales satelitales Infinity y Al-Deira. Se le considera el pionero del turismo visual árabe. media al establecer y lanzar Arab Travel Channel en 2005 en Dubai Media City, y en 2006 asumió el cargo de director ejecutivo de SG Holding Group y director del proyecto Al Reef City en Dubailand. Tiene estudios de medios como el lanzamiento de canales por satélite, el arte de preparar programas de televisión, planificación general de programas, etc. En 2009 fundó la centro de estudios e investigaciones amanecer del este» y el grupo « periodistas árabes. Así como los cimientos de la Autoridad Árabe de Prensa Electrónica» 2010. Se ha convertido en un experto en medios y publicidad acreditado ante los tribunales y la justicia desde 2010, y en 2014 estableció el Instituto Internacional de Educación en Medios, y en 2016 lanzó lo que se conoce como el “ Proyecto Cultural de Enfermería ”, que tiene como objetivo intercambiar culturas y literatura entre los pueblos, y presentar el patrimonio mundial y los escritores creativos del mundo que no han tenido acceso a Es bien conocido por sus posibilidades de fama y premios internacionales. Jalal Al-Khawaldeh es conocido como escritor de juicios, dichos y citas que circulan en Internet, la mayoría de los cuales han sido publicados en sus libros. Al-Khawaldeh ocupa el cargo de CEO de " Enfermera de Consultoría de Medios y Publicidad con sede en Dubái, Emiratos Árabes Unidos.

## Obras
- Rewaya Laist L Alnasher (Una novela inédita), 2004,[6][7]
- "Almothee Altelfezeoni" (presentador de televisión : un libro sobre entrenamiento y rehabilitación), 2004,[8][9]
- "Ketab allah Dalalalt aqleeah" (El libro de Dios es guía mental) (estudio de investigación), 2006
- "Alshiek Walostath" (El jeque y el profesor) (diálogo filosófico), 2007
- "Selslat Fonon AlMalomat" (Estudio de las artes de la información) (investigación científica), 2008
- "thunaeeat wa thulatheeat Alkahf" (Dúos y tríos de cavernas) (estudio de investigación), 2009
- "Sheikh Al-Bayan" (un libro sistemático), 2010
- "Tabta", (dichos y citas), 2011[10]
- "Heml Thaqeel" (Heavy Carry" (dichos y citas), 2012[11]
- "Alhath w Alhob w Alamel w Asheea Akhra" (Suerte, amor, esperanza... y otras cosas) (dichos y citas), 2013[12]
- "Jedal w Rojoola" (Una discusión... y virilidad !) (dichos y citas), 2014
- "Artbaak Moasem Alafkar" (Confusión... Las estaciones de las ideas !) (dichos y citas), 2015
- "Adab Altofoola" (Literatura infantil) (un libro sistemático), 2016
- "Tut w Tin" (una colección de cuentos) 2017
- "Aorgonan Alsakhb w Alhob" (El Órgano de la Sonoridad y el Amor) (dichos y citas - las obras completas), 2021

## Premio
- Premio a los mejores escritores influyentes en Jordania 2010[13]